# Relight Orchestra
Relight Orchestra è un progetto discografico creato dai produttori Robert-Eno (Dj), Mark Lanzetta (maestro di violino, arpa laser e tastiere) e in origine anche Alex Montana (cantante e percussionista in attività fino al 2015).
Il nome significa letteralmente "Orchestra del riaccendere", in linea con l'attività della band, che dal 2001 rielabora i classici musicali del passato sia nelle produzioni discografiche sia negli spettacoli live, sotto forma di DJ set affiancato da musicisti dal vivo.
Nel 2001 il primo singolo "For your love" (UNIVERSAL) fu un successo nei club e nelle radio, utilizzato all'interno di trasmissioni televisive quali Grande Fratello, Paperissima e Lucignolo.
Nell'estate 2005, il rifacimento di "Going back to my roots" di Lamont dozier, scala le classifiche dance italiane e viene scelto come sigla iniziale del programma televisivo Markette su LA7.
Nell'estate 2006 insieme al co-produttore DJ Andrea Degli Angeli rielaborano il brano della star brasiliana Margareth Menezes "ELEGIBO" (Uma historia de ifà) divenuto un evergreen nella musica "latin house", con più di 10 milioni di streaming e svariati remix internazionali ogni anno.
A gennaio 2008 il loro primo album "Discology", una raccolta di tutte le produzioni musicali dal 2001 al 2008. Fra i singoli estratti "Olodum", "Beso de amor" realizzato con il cantante Carlos El Rumbero della famiglia Gipsy Kings e "Remedios", il classico di Gabriella Ferri rivisitato insieme a DJ Brizi e Selma Hernandez, che scala la classifica radiofonica Fifty songs di Radio Deejay.
Dopo il primo album arrivano i primi remix di successi internazionali quali "Special Love" feat. Jocelyn Brown dei Jestofunk e "Gam Gam" di Mauro Pilato & Max Monti, che faranno parte della seconda raccolta su CD: "My House Style" (2010). Parallelamente le esibizioni nei club e nella piazze di tutta Italia, e in prestigiosi locali esteri da Miami a Mosca, dalla Svizzera alla Turchia, dall'Egitto all'Ucraina, sempre con la formula caratteristica del live / dj set
Nel 2012 lo spettacolo della Relight Orchestra diventa ancor più scenografico con l'inserimento di interventi dal vivo all'arpa laser. La presentazione del nuovo set avviene a Italia's Got Talent 2012, su Canale 5, e al Winter Music Conference 2012 a Miami.
Nello stesso anno esce anche il terzo CD album "10 - The Complete Collection", che celebra i primi 10 anni di produzioni. All'interno anche "Superstar", il singolo 2013 interpretato da David Laudat e utilizzato da Carlo Conti come stacchetto musicale nel programma "L'Eredità" su RAI 1 nei 3 anni successivi.
Nel 2014 una nuova collaborazione con la star brasiliana Margareth Menezes produce "A luz de Tieta", un classico di Caetano Veloso, che esce su Epic USA (SONY MUSIC).
Nel 2016 il progetto celebrativo contenente tutti i più famosi remix internazionali del brano "Elegibo" realizzati in 10 anni.
Nel 2018, l'album acustico solista di Mark Lanzetta al violino, anche la collaborazione con grosse star mondiali. Fra queste il DJ olandese Gregor Salto per i remix ufficiali decennali del brano "Olodum"; Leroy Gomez Santa Esmeralda, per le nuove versioni dei successi "Gloria" e "Don't let me be misunderstood"; Aax Donnell dei Traks per i remix di "Long train running"; e infine la diva Claudja Barry per il remake di "You make me feel (mighty real)" 
Nel 2019 la star della musica italiana Donatella Rettore affida alla Relight Orchestra la produzione dei remix quarantennali del proprio successo "Splendido splendente" 
Le esibizioni internazionali sotto forma di live / DJ set con Robert-Eno DJ e Mark Lanzetta al violino e arpa laser, continuano non solo nei club ma anche nelle piazze, fino ai party privati più esclusivi, come quello di Giorgio Armani (azienda)  Ea7 a Monaco di Baviera durante l'ISPO 2019. 
Gli anni della pandemia non fermano l'attività dei due produttori, che creano "Relight My Fire", un programma su Radio Studio Più a sostegno del settore musicale, con interviste ed esibizioni radiofoniche nazionali ad opera dei principali artisti dance italiani.
Nel 2022 esce "Relight The Disco", l'album celebrativo di 20 anni di attività ininterrotta, con le collaborazioni e hit storiche ma anche nuovi featuring internazionali del calibro di Gloria Gaynor e Ronnie Jones. 
Nel 2024 la nuova versione di "Elegibo" ottiene subito notorietà globale grazie alla collaborazione con il DJ di fama mondiale Hugel

## Discografia[6]
HOUSE MUSIC - POP DANCE
2001) For your love (white promo) – Relight Orchestra [UNIVERSAL /Sounds Good]
2002) For your love (part 1 & 2) – Relight Orchestra (ft. Cheryl Porter) [UNIVERSAL /Sounds Good]
2003) Dance all night – Relight Orchestra (ft. Cheryl Porter) [UNIVERSAL /Sounds Good]
2003) Are you ready? – Tom Who by Relight Orchestra [WARNER / M.O.D.A ]
2004) The party – Relight Orchestra [UNIVERSAL /Sounds Good]
2005) Turn the beat around – Melanie (by The Relight Orchestra) [Ritmica /Just Entertainment]
2005) Going back to my roots / Roots – Relight Orchestra [MilanoLab /Just Entertainment]
2006) Going back to my roots / Are you ready? (2006 remixes) – Relight Orchestra [MilanoLab /Just Entertainment]
2006) Elegibo (Uma historia de ifa) – Relight Orchestra & DJ Andrea ft. Margareth Menezes [MilanoLab / STEALTH USA / Happy Music France / Contrasena Spain]
2006) (Let me take you) 4 hours – Z.A.A.R. (by The Relight Orchestra) [MilanoLab /Just Entertainment]
2007) Woman – DJ Dami & Relight Orchestra ft. Vincent [Milanolab /Just Entertainment]
2007) Remedios – DJ Brizi & Selma Hernandez vs Relight Orchestra [MilanoLab /Just Entertainment]
2007) Elegibo (Uma historia de ifa) (french remixes) – Relight Orchestra & DJ Andrea ft. Margareth Menezes [Happy Music France]
2008) Work it to the bone – Chris Moody & Relight Orchestra [Sneakymood USA]
2008) Beso de amor / Rumba de amor – Relight Orchestra & PNS ft Carlos El Rumbero [MilanoLab /Just Entertainment]
2008) Olodum (“Discology”album original version) – Ziko & Relight Orchestra [MilanoLab / Do it Yourself]
2008) Gloria (“Discology”album original version) – Dami, Timmy & The Relight Orchestra ft. Vincent [Milanolab /Just Entertainment]
2009) Elegibo (Uma historia de ifa) (2009 remixes) – Relight Orchestra & DJ Andrea ft. Margareth Menezes [Milanolab / Do it Yourself]
2009) Mama Africa (remixes) – Relight Orchestra & DJ Andrea ft. Margareta Menezes [MilanoLab / Do it Yourself]
2009) Olodum (remixes) – Ziko & Relight Orchestra [MilanoLab / Do it Yourself]
2009) Maracana – Relight Orchestra ft. Baccano [MilanoLab / Do it Yourself]
2009) There must be an angel – Stereo Touch (with The Relight Orchestra) [Ritmica / Do it Yourself / EDEL]
2009) Gloria (remixes) – Dami, Timmy & The Relight Orchestra ft. Vincent [Milanolab /Just Entertainment]
2010) E ta – Relight Orchestra & Horizons [Do it Yourself]
2010) It’s a fine day – Stereo Touch (with The Relight Orchestra) [MilanoLab / Do it Yourself]
2010) Keep pushing – ZAAR ft Manuelle (with The Relight Orchestra) [MilanoLab / Do it Yourself]
2010) Loving forever – DJ Dami (with The Relight Orchestra) [MilanoLab / Do it Yourself]
2011) Venezia 2099 – Mark Lanzetta & The Relight Orchestra [iTop / Do it yourself]
2011) Stereo – Stereo Touch (with The Relight Orchestra) [Do it Yourself]
2011) Turn the beat around (2011 remixes) – Relight Orchestra with Melanie [Ritmica / Do it Yourself]
2012) My obsession (Venezia 2099) – Mark Lanzetta & The Relight Orchestra [Do it Yourself]
2012) Superstar (“10” album original version) – CB & The Relight Orchestra ft. David Laudat [Smilax]
2012) A luz de Tieta (“10” album original version) – Relight Orchestra & Margareth Menezes [Smilax]
2012) Laser Harp (“10” album original version) – Relight Orchestra [Smilax]
2012) Something for your mind (“10” album version) – Relight Orchestra [Smilax]
2012) Can you feel me? (“10” album original version) – Robert Eno & The Relight Orchestra [Smilax]
2012) 404 (“10” album original version) – Alex Montana & The Relight Orchestra [Smilax]
2012) Elegibo (Uma historia de ifa) (“10” album remixes) – Relight Orchestra & DJ Andrea ft. Margareth Menezes [Smilax]
2012) For your love (“10” album remixes) – Relight Orchestra (ft. Cheryl Porter) [Smilax]
2012) Are you ready? (“10” album remixes) – Relight Orchestra [Smilax]
2012) E ta (“10” album remixes) – Relight Orchestra & Horizons [Smilax]
2012) Going Back to my roots (“10” album remixes) – Relight Orchestra [Smilax]
2012) Maracana (“10” album remixes) – Relight Orchestra [Smilax]
2012) Olodum (“10” album remixes) – Mark Lanzetta & The Relight Orchestra [Smilax]
2012) My Obsession (“10” album remixes) – Mark Lanzetta & The Relight Orchestra [Smilax]
2012) Remedios (“10” album remixes) – DJ Brizi & Selma Hernandez vs Relight Orchestra [Smilax]
2012) Olodum (“10” album remixes) – Ziko & Relight Orchestra [Smilax]
2012) Turn the beat around (“10” album remixes) – Melanie & The Relight Orchestra [Smilax]
2012) Belly dance (“10” album remixes) – The Relight Orchestra [Smilax]
2012) Superstar (“10” album original version) – CB & The Relight Orchestra ft. David Laudat [Smilax]
2013) Superstar (remixes) – CB & The Relight Orchestra ft. David Laudat [Smilax]
2014) A luz de Tieta (remixes) – Relight Orchestra & Margareth Menezes [SONY / EPIC USA / Smilax]
2014) Eta Eta (A luz de Tieta) – Relight Orchestra & Margareth Menezes ft. Amscat [Smilax]
2014) Elegibo (Uma historia de ifa) (Absolut Groovers remix) – Relight Orchestra & DJ Andrea ft. Margareth Menezes [Casa Rossa]
2014) Elegibo (Uma historia de ifa) (Brasil 2014 remixes) / Samba Twerk – Relight Orchestra, DJ Andrea, Margareth Menezes [Smilax]
2014) Esa vida loca – Carlos El Rumbero & The Relight Orchestra ft. El 3Mendo [Saifam]
2014) Soundfade – Stereo Touch & Relight Orchestra ft. Didascalis [Smilax]
2014) Goodnight moon – Relight Orchestra, Simone Vitullo [Go Deeva]
2015) Goodnight moon (remixes) – Relight Orchestra & Venomis [Go Deeva Light]
2015) Meu carnaval – Karim Razak & Relight Orchestra [Saifam / TETA Israel]
2015) Can you feel me? – Relight Orchestra & Absolut Groovers [A-Gain]
2016) Olodum – Favela Chic & Relight Orchestra [Do it Yourself / Blanco Y Negro Spain]
2016) Porno disco – Relight Orchestra & Mitch B. [Go Deeva Light]
2016) Elegibo (Uma historia de ifa) (2006 / 2016: 10 Years remixes) – Relight Orchestra & DJ Andrea ft. Margareth Menezes [Smilax]
2016) 10 years & 4 hours – Geo From Hell & Relight Orchestra [SONY]
2017) Bailando – Blaze & Ollen with Relight Orchestra [Do It Yourself / UNIVERSAL Poland]
2017) Long train running – Traks & Relight Orchestra ft Aax Donnell [JANGO France]
2018) You make me feel – Claudja Barry & The Relight Orchestra [Disco Diva]
2018) You make me feel (remixes) – Claudja Barry & The Relight Orchestra [Casa Rossa]
2018) Olodum (Gregor Salto edit) – Relight Orchestra, Aqiila & Clayton Barros [SALTO SOUNDS Netherland]
2018) Elegibo (Uma historia de ifa) (2018 remixes) – Relight Orchestra & DJ Andrea ft. Margareth Menezes [Yuppies]
2018) Gloria – Santa Esmeralda / Leroy Gomez with Joe Vinyle & The Relight Orchestra [IRMA]
2018) Don’t let me be misunderstood – Santa Esmeralda / Leroy Gomez with Joe Vinyle & The Relight Orchestra [IRMA]
2018) Long train running (2018 rework) – Traks Aax Donnell with Joe Vinyle & The Relight Orchestra [IRMA]
2018) La parranda – Simioli, Lisio, Relight Orchestra & Mirko Boni [Yuppies]
2018) Capriccio 2k20 (“Eleven” album – violin version) – Mark Lanzetta & The Relight Orchestra [Just Entertainment]
2019) All right now - Relight Orchestra, Aax Donnell, Mitch & Zen [JANGO France]
2019) Hoy - Relight Orchestra, Mirko Boni, El 3mendo [Yuppies]
2019) Splendido Splendente - Rettore (Relight Orchestra 40th Anniversary remixes) [Just Entertainment]
2019) Into the groove - Joe Vinyle & The Relight Orchestra ft. The Vinyladies [J&P Records]
2019) Into the groove - Joe Vinyle & The Relight Orchestra, Gary Caos, Mitch B. & Zen [Casa Rossa]
2021) Elegibo (Uma historia de ifa) (Dee Niro & Robbie Groove remix) – Relight Orchestra & DJ Andrea ft. Margareth Menezes [Molto Recordings]
2021) Elegibo (Uma historia de ifa) (Manuel Voltolinas remix) – Relight Orchestra & DJ Andrea ft. Margareth Menezes [Brazilianism]
2021) Elegibo (Uma historia de ifa) (15 Year Remix Collection) – Relight Orchestra & DJ Andrea ft. Margareth Menezes [Relight]
2021) Turn the beat around  – Relight Orchestra, Mitch B., Meters Follow [Jango Music]
2021) All good – Francesca Faggella, Relight Orchestra  [Gloss & Glitter - JE | JUST Entertainment]
2021) Funk me – Francesca Faggella, Relight Orchestra  [Gloss & Glitter - JE | JUST Entertainment]
2021) Don’t leave me this way – Thelma Houston, Relight Orchestra, Joe Vinyle [Cleopatra Records USA]
2022) More, More, More – Andrea True Connection, Relight Orchestra, Joe Vinyle [Cleopatra Records USA]
2022) Save a prayer – Relight Orchestra, Alex Nocera ft. Didascalis [Ensis Records]
2022) Save a prayer – Relight Orchestra, Mitch b, Mato Locos [Jango Del Mar]
2022) Bailando – Overmuzik, Relight Orchestra [Subside Records]
2022) I will survive – Gloria Gaynor with the Relight Orchestra [JE | JUST Entertainment]
2022) Can’t take my eyes off you – Gloria Gaynor with the Relight Orchestra [JE | JUST Entertainment]
2022) Don’t leave me this way – Relight Orchestra, Ronnie Jones, Checco Tassinari [JE | JUST Entertainment]
2022) Just can’t get enough – Relight Orchestra, Didascalis [JE | JUST Entertainment]
2022) Bamboleo – Alex Gardini, Relight Orchestra [JE | JUST Entertainment]
2022) Lambada – Relight Orchestra, Ana flora, Manuel Voltolinas [JE | JUST Entertainment]
2022) Le Mirage – Relight Orchestra, Kolar & Fonty [JE | JUST Entertainment]
2022) Gam Gam – Relight Orchestra x Mauro Pilato & Max Monti [JE | JUST Entertainment]
2022) Who’s crying now – Didascalis & Relight Orchestra [JE | JUST Entertainment]
2022) Play that funky music – Groove up, Relight Orchestra [JE | JUST Entertainment]
2022) Celebration Suite – Relight Orchestra [JE | JUST Entertainment]
2022) Elegibo (Uma historia de ifa) (Samba de janeiro remix) – Relight Orchestra & DJ Andrea ft. Margareth Menezes [JE | JUST Entertainment]
2022) Elegibo (Uma historia de ifa) ("Relight The Disco" remixes) – Relight Orchestra & DJ Andrea ft. Margareth Menezes [JE | JUST Entertainment]
2022) Afrocibernetica – DJ Andrea, Relight Orchestra, Margareth Menezes  [JE | JUST Entertainment]
2022) Superstar ("Relight The Disco" edition) – Relight Orchestra [JE | JUST Entertainment]
2022) Are you ready? (Domus D vs Mark Lanzetta & Robert-Eno) – Relight Orchestra [JE | JUST Entertainment]
2022) For your love ("Relight The Disco" remaster) – Relight Orchestra (ft. Cheryl Porter) [JE | JUST Entertainment]
2022) Goodnight moon ("Relight The Disco" remix) – Relight Orchestra [JE | JUST Entertainment]
2022) Save a prayer – Relight Orchestra, Nari [Acetone]
2023) My roots – Relight Orchestra, Mato Locos, Mitch b.  [Jango records]
2023) Stars – Relight Orchestra  [Acetone]
2023) Together with you – Relight Orchestra  [Acetone]
2023) Olodum – Relight Orchestra, Mato Locos, Mitch B., Sundown Loverz  [Jango records]
2024) Afrocibernetica – DJ Andrea, Relight Orchestra, Margareth Menezes, Too many IDs [Mundo Paralelo]
2024) Slave to the rhythm – Relight Orchestra, Gianluca Motta [Heartbeat]
2024) Elegibo - HUGEL, Dario Nunez, Margareth Menezes feat. Relight Orchestra, Dj Andrea, Moree MK  [Make the girls dance]

ACOUSTIC - LOUNGE MUSIC
2008) Mama Africa (“Discology”album original version) – Relight Orchestra & DJ Andrea ft. Margareth Menezes [MilanoLab / Do it Yourself]
2008) Struggle for pleasure (“Discology” limited edition intro) – The Relight Orchestra [MilanoLab]
2009) There must be an angel – Stereo Touch (with The Relight Orchestra) (Jazz version) [Ritmica / Do it Yourself / EDEL]
2011) Venezia 2099 – Mark Lanzetta & The Relight Orchestra (live intro) [iTop / Do it yourself]
2012) 2001 Space odissey (“10” album original version) – The Relight Orchestra [Smilax]
2012) Forbidden colours (“10” album / Italia’s Got Talent live performance) – The Relight Orchestra [Smilax]
2012) Ritual (“10” album original version) – The Relight Orchestra [Smilax]
2012) Woman (“10” album acoustic + remix version) – Dj Dami & Relight Orchestra ft vincent [Smilax]
2016) Million years ago (“Papeete Café 2” jazz version) – Robert Eno Relight & Sara Leone [SONY / COLUMBIA]
2016) Libertango (“Papeete Café 2” violin version) – Mark Lanzetta & The Relight Orchestra [SONY / COLUMBIA]
2016) Goodnight moon (“Papeete Café 2” jazz version) – The Relight Orchestra ft Lili Rose [SONY / COLUMBIA]
2017) Why don’t you do right (“Papeete Café 3” jazz version) – Goldie’s & The Relight Orchestra [Mima Sound]
2018) Nel blu dipinto di blu (Volare) (“Eleven” album version) – Mark Lanzetta & The Relight Orchestra [Just Entertainment]
2018) Venezia 2099 (“Eleven” album version) – Mark Lanzetta & The Relight Orchestra [Just Entertainment]
2018) Children (“Eleven” album – violin version) – Mark Lanzetta & The Relight Orchestra [Just Entertainment]
2018) Viva la vida (“Eleven” album – violin version) – Mark Lanzetta & The Relight Orchestra [Just Entertainment]
2018) C’era una volta il west (“Eleven” album – violin version) – Mark Lanzetta & The Relight Orchestra [Just Entertainment]
2018) Perfect (“Eleven” album – violin version) – Mark Lanzetta & The Relight Orchestra [Just Entertainment]
2018) Spaceman (“Eleven” album – violin version) – Mark Lanzetta & The Relight Orchestra [Just Entertainment]
2018) L’amor toujours (“Eleven” album – violin version) – Mark Lanzetta & The Relight Orchestra [Just Entertainment]
2018) Who wants to live forever (“Eleven” album – violin version) – Mark Lanzetta & The Relight Orchestra [Just Entertainment]
2018) Norah (“Eleven” album – violin version) – Mark Lanzetta & The Relight Orchestra [Just Entertainment]
2018) I could be the one / Levels (“Eleven” album – violin version) – Mark Lanzetta & The Relight Orchestra [Just Entertainment]
2018) Million years ago (“Eleven” album – violin version) – Mark Lanzetta & The Relight Orchestra [Just Entertainment]
2018) My life is going on - Enrico Di Stefano & The Relight Orchestra [Just Entertainment]
2019) Someone you loved with or without you - Mark Lanzetta & The Relight Orchestra [Just Entertainment]
2019) Splendido splendente - Rettore (Didascalis ft Andy G with the Relight Orchestra bossa flavour) [Just Entertainment]
2020) Caruso – Mark Lanzetta & The Relight Orchestra [Just Entertainment]
2022) Mama Africa – Relight Orchestra, BKRL, V£RSO [JE | JUST Entertainment]
2022) Esa vida loca – Relight Orchestra, Carlos El Rumbero, El 3Mendo [JE | JUST Entertainment]

INTERNATIONAL REMIXES
2003) Pop music all night long (Relight Orchestra remix) – The gang [UNIVERSAL]
2003) Windadaya (Relight Orchestra remix) – Punjab [M.O.D.A. / WARNER]
2005) To Take me away (Relight Orchestra remix) – Marcus Levin [Ritmica]
2005) Forever (Relight Orchestra remix) – Ste.Ga.Shop [D:Vision]
2006) Everybody’s singing (Relight Orchestra remix) – Timelapse [W&W]
2006) My way (Relight Orchestra remix) – Supafloor [Molto]
2006) Never say never (Relight Orchestra remix) – Gambafreaks [D:Vision]
2006) You got to set me free (Relight Orchestra remix) – Fratty ft Cheryl Porter [MilanoLab]
2007) Ride the storm (Relight Orchestra remix) – Roachford [Happy Music]
2007) Catches your love (Relight Orchestra remix) – Ann Lee [D:Vision]
2007) Do you wanna dance (Relight Orchestra remix) – The Bitch Hotel [D:Vision]
2007) Guloo (Relight Orchestra remix) – Sergio Del Rio [D:Vision]
2007) Change (Relight Orchestra remix) – Julia St. Luis [Molto]
2007) Struggle for pleasure (Relight Orchestra remix) – Pussy Dub Foudation [D:Vision]
2007) Inside outside (Relight Orchestra remix) – Ste.Ga.Shop [D:Vision]
2007) People of the night (Relight Orchestra remix) – Favretto [Energy]
2008) Fly (Relight Orchestra remix) – Samuele Sartini [Glitter]
2008) Let’s get back the feeling (Relight Orchestra remix) – Samuele Sartini ft CeCe Rogers [Glitter]
2008) All that (Relight Orchestra remix) – Eso es [Just Entertainment]
2008) Wanna be like a man (Relight Orchestra remix) – Omonimo ft. Simone Jay [D:Vision]
2008) Sunglasses (Relight Orchestra remix) – Z.A.A.R. vs SaintPaul [MilanoLab]
2008) Everybody (Relight Orchestra remix) – Gambafreaks [D:Vision]
2008) Blowing in me (Relight Orchestra remix) – Andrea Paci ft. Michelle Weeks [D:Vision]
2008) Highway to hell (Relight Orchestra remix) – Combo De La Muerte [MilanoLab]
2008) Can’t wait another day (Relight Orchestra remix) – Andrea Carissimi vs Majuri [Ocean Trax]
2009) Special love (Relight Orchestra remix) – Jestofunk ft. Jocelyn Brown [MilanoLab]
2009) Because the night (Relight Orchestra remix) – May [D:Vision]
2009) Boa sorte (Relight Orchestra remix) – Brizi vs Laura Gaeta [D:Vision]
2010) Respect (Relight Orchestra remix) – Yves Larock [D:Vision]
2010) Naked in the rain (Relight Orchestra remix) – Blue Pearl [Just Entertainment]
2010) Gam Gam (Relight Orchestra remix) – Mauro Pilato & Max Monti [MilanoLab]
2010) Starlight (Relight Orchestra remix) – Sagi Rei [Do it Yourself]
2010) Catch me now (Relight Orchestra remix) – Pro Hunters [D:Vision]
2010) Moonlight shadow (Relight Orchestra remix) – DJ’S Tribute Family [Netswork]
2010) Moliendo café (Relight Orchestra remix) – Brizi, Eusebio Belli & Laura Gaeta [D:Vision]
2010) Everybody dance (Relight Orchestra remix) – Sergio Mauri [Stop & Go]
2011) Music (Relight Orchestra remix) – D&G [Ritmica]
2011) Avec toi (Relight Orchestra remix) – Zoe ft. In-Grid [D:Vision]
2011) Follow your heart (Relight Orchestra remix) – Rudeejay vs Freas Jam [D:Vision]
2011) The rhythm is magic (Relight Orchestra remix) – Rudeejay & Freas Jam ft. Jenny B. [D:Vision]
2011) Club up (Relight Orchestra remix) – Fratty & Mozza [Energy]
2011) Gimme fantasy (Relight Orchestra remix) – Gianni Coletti [M.O.D.A.]
2011) I’ve got the music in me (Relight Orchestra remix) – Azzetto & Valler ft Manuelle [Musica Diaz / Senorita]
2012) All about you (Relight Orchestra remix) – Cristian Vlad & Vincent Lupo [Time]
2012) What’s up (Relight Orchestra remix) – DJ’S Tribute Family ft Jenny B. [Netswork]
2013) Shattered dreams (Relight Orchestra remix) – Roby Marten [MilanoLab]
2013) All I need is love (Relight Orchestra remix) – Diana’s [Dancework]
2013) Breakout (Relight Orchestra remix) – Robbie Grove & Andrea Mazzali ft. Miss Motif [Molto]
2014) Voa Voa (Relight Orchestra remix) – Jesse Spaulding & Luca One Way [Music Life]
2015) Do love (Relight Orchestra remix) – Cristian Vlad & Vincent Lupo [Play This!]
2019) Splendido Splendente - Rettore (Relight Orchestra 40th Anniversary remixes) [Just Entertainment]
2020) The night - Ago (Joe Vinyle & Relight Orchestra with Joe Mangione & Sandro Tommasi remix) [K-Noiz]
2021) Bang - Ronnie Jones  (Joe Vinyle & Relight Orchestra remix) [Freight & Store]
2022) Go round – Francesco Farias  (Relight Orchestra remix)[Rec In Pause Records]
2023) Deeper – Joe Vinyle, Joe Mangione, Jamalia (Relight Orchestra remix)  [Freight & Store]
2023) Can’t let you go – Danny Losito, Joe Mangione (Relight Orchestra & Joe Vinyle remix)  [Freight & Store]

ALBUM & COLLECTIONS
2008) “DISCOLOGY” (CD album / 2CD limited edition)
2010) “MY HOUSE STYLE” (CD collection)
2012) “10 – THE COMPLETE COLLECTION” (Part 1 & 2 mp3 2CD collection)
2014) “BRASIL 2014” (Digital E.P.)
2018) “DISCO DIVA – Evolution 1.0” with Joe Vinyle / Santa Esmeralda / Claudja Barry / Traks (Vinyl + digital) 
2018) “ELEVEN” Mark Lanzetta & The Relight Orchestra (digital album)
2022) “RELIGHT THE DISCO” (20th Anniversary digital collection)